# Gare de Murat
Gare de Murat vasútállomás Franciaországban, Murat településen.

## Vasútvonalak
Az állomást az alábbi vasútvonalak érintik:
- Figeac–Arvant-vasútvonal

## Kapcsolódó állomások
A vasútállomáshoz az alábbi állomások vannak a legközelebb:
- Gare du Lioran
- Gare de Neussargues